# 세계 시니어 바둑대회
세계 시니어 바둑대회는 중국 바둑협회가 주최하는 대회로 저장성에서 개최된다. 한중일 시니어 대표 8인 초청전으로, 50세 이상(1967년 이전 출생자) 시니어 기사들이 참가해 토너먼트로 우승을 다툰다. 한중일 각 2명씩을 초청하며, 전기대회 결승진출자에게 시드를 부여한다.

## 상금
- 우승 10만위안(약 1700만원), 준우승 8만위안(약 1350만원). 이 밖에 3회전 패자 7만위안, 2회전 패자 6만위안, 1회전 패자 5만위안의 대국료를 지급한다.(1회 대회)
- 우승 10만위안(약 1700만원), 준우승 8만위안(약 1350만원). 4강 패자 6만위안, 8강 패자 5만위안.

## 대국규정
- 50세 이상(1967년 이전 출생자) 시니어 기사 16명이 참가해 16강 토너먼트로 우승을 다툰다.(2회 대회부터, 8인 초청전으로 축소되어, 8강 토너먼트로 변경되었다.)
- 동일국 기사와의 대결을 최대한 피하기 위해 매 라운드 대진추첨을 통해 상대를 가린다.
- 제한시간은 1시간 15분, 초읽기는 1분 1회. 덤은 중국룰에 따라 7집반이다.

## 대회결과
| 회수 | 연도 | 우승            | 준우승               |
| ---- | ---- | --------------- | -------------------- |
| 1    | 2017 | 차오다위안 九단 | 고바야시 고이치 九단 |
| 2    | 2018 | 차오다위안 九단 | 녜웨이핑 九단        |
| 3    | 2019 | 유창혁 九단     | 위빈 九단            |